# Carpodectes
Carpodectes é um género de ave da família Cotingidae.
Este género contém as seguintes espécies:
- Carpodectes hopkei
- Carpodectes antoniae
- Carpodectes nitidus